# Vannakuvattavadugé Don Amaradéva
Srí Lankábhimánja Vannakuvattavadugé Don Amaradéva (gyakran V. D. Amaradéva alakban rövidítve, eredeti nevén: Vannakuvattavadugé Don Elbat Perérá, szingaléz írással: වන්නකුවත්තවඩුගේ දොන් ඇල්බට් පෙරේරා; Moratuva, 1927. december 5. – 2016. november 3.) Srí Lanka-i zeneszerző, zenész és énekes volt. Jelentős szerepe volt egy Srí Lanka-i néphagyományokra épülő új zenei stílus megteremtésében, és ő szerezte többek között a Maldív-szigetek nemzeti himnuszának zenéjét is.

## Élete és munkássága
1927-ben született a Srí Lanka-i Moratuvában, egy hétgyermekes család legkisebb gyermekeként. Apja, Don Ginórisz Perérá ácsmester  hegedűk készítésével és javításával is foglalkozott, anyja a keresztény vallású Bálápuvadugé Megí Veszliná Mendisz volt.
Már fiatal korában jól játszott hegedűn, szitáron és harmóniumon, anyjával együtt pedig egy templomi kórusban énekelt. Hét éves volt, amikor apja egy saját készítésű hegedűvel lepte meg születésnapjára. Először Koralavellában tanult, majd a Srí Szaddharmódaja, a pánadurai Szumangala és a balapitijai Sziddhártha nevű intézmények és egy kalutarai iskola növendéke is volt. Ezek után megismerte Edirivíra Szaraccsandra költő-drámaírót, akinek közreműködésével bekerült az indiai Lakhnauban található Bhátkhandé nevű zeneiskolába: itt már magasabb szintű zenei tanulmányokat végzett, többek között Visnu Govind Dzsogtól tanult hegedülni (hegedűjátékát Ravi Sankar is megdicsérte). Ezek után a drámaíró javaslatára felvette az azóta is világszerte ismert Amaradéva művésznevet. Ekkor zejéne már rádióműsorokban is hallható volt.
Amaradéva utólag élete jelentős fordulópontjának nevezte, hogy 18 évesen, még indiai tanulmányainak megkezdése előtt találkozott Mohomad Gavusszal, a híres zenésszel, akinek a zenekarába is bekerült. A zenekarral Dél-Indiába utaztak, ahol ő is részt vett az Asókamálá című 1947-es film zenéjének felvételében: ez volt az első film, amelyben Amaradéva hegedűjátéka is hallható volt. Emellett a filmben egy remete szerepében színészként is feltűnt.
Srí Lanka függetlenségének kivívása után több művésztársával egy új, a helyi népi hagyományokon, népdalokon és az indiai klasszikus zenén alapuló zenei kultúra létrehozásán dolgozott, és elévülhetetlen szerepe volt a szarala gí nevű műfaj kialakításában, amelyet aztán olyan művészek is előszeretettel adtak elő, mint Viktar Ratnájaka, Szunil Ediriszinha vagy Szanat Nandasziri. Szembe ment a kor azon divatos irányzatával, amelynek követői indiai dallamok utánzatait adták elő szingaléz nyelvű szöveggel. Zenei rendezőként működött többek között a híres Csitraszéna-féle tánckarnál is.
Az Asókamálá után számos másik filmben is közreműködött (énekhanngal is), például az 1962-es Ranmutu Dúvában, az 1963-as Adata vedija heta hondajiban, a szintén 1963-as Szikuru taruvában és Gamperalijában, az 1964-es Getavarajóban, az 1965-ös Számában, Lá daluban és Száravitában, valamint az 1966-os Delovak atarában és Veszaturu sziritában. Ezen filmek esetében több alkalommal különböző díjakat is elnyert.
Gyakran lépett fel a színpadra egy saját készítésű különleges hangszerrel, a „mandohárfával”, amely a mandolin és a hárfa keveréke volt.
Feleségét Vimalának hívták, három gyermekük született: Randzsana, Szubháni és Prijanvadá.
Számos fórumon fellépett, mint Srí Lanka képviselője, többek között az UNESCO 1967-es manilai szimpóziumán is. 1972-ben II. Erzsébet brit királynő és/vagy a maldívi kormány felkérésére ő írta meg a Maldív-szigetek nemzeti himnuszának zenéjét. Élete során olyan díjakat nyert el, mint az indiai Padma Sri, a Srí Lanka-i Kalá Kírti, és a Fülöp-szigeteki Ramon Magsaysay-díj, valamint a francia kormány is kitüntette a Chevalier címmel. Halála után, 2017-ben hazájában megkapta a Srí Lankábhimánja elismerést is.